# Křeslo Barcelona

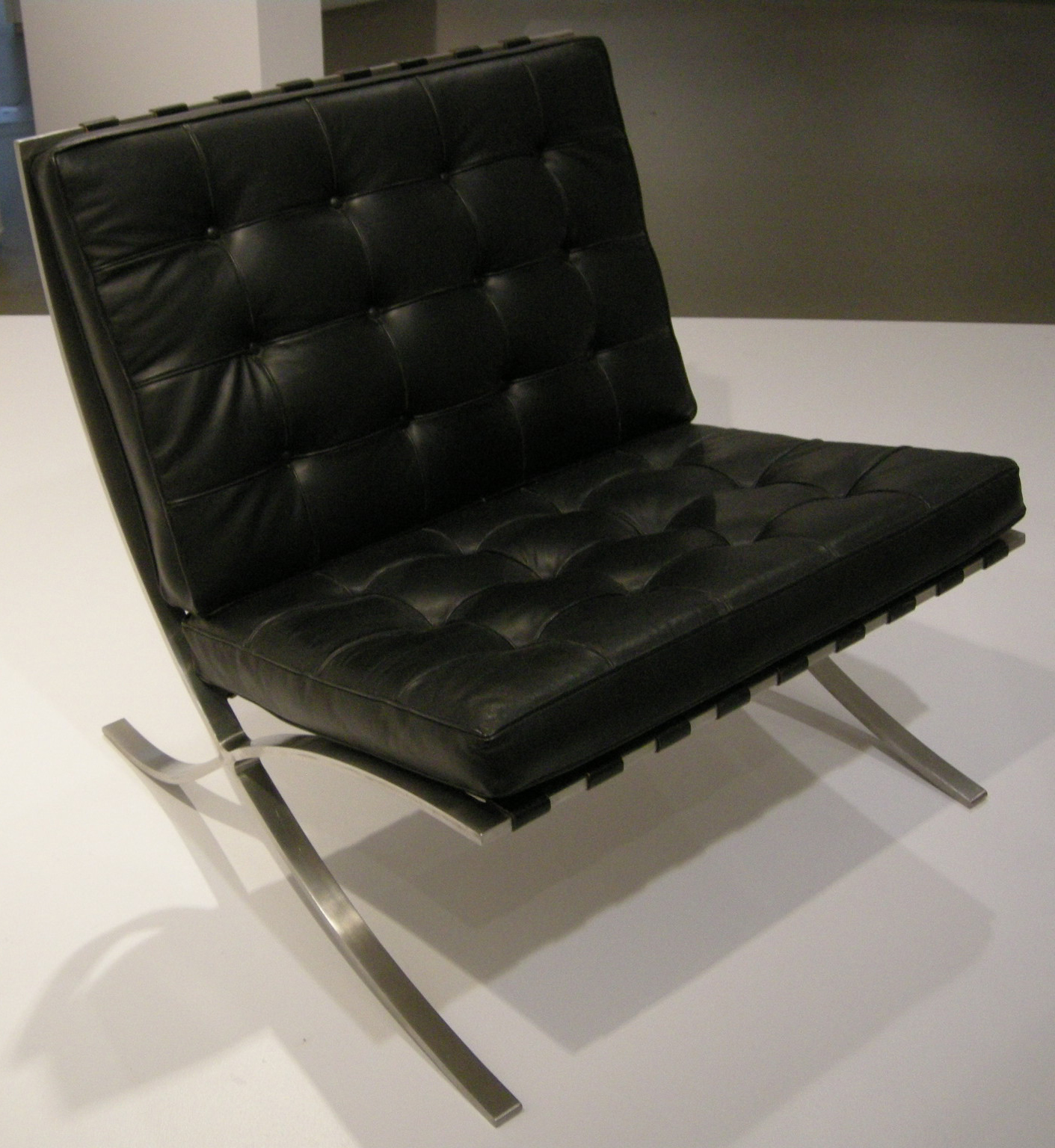
Křeslo Barcelona

Křeslo Barcelona je typ křesla, které navrhli v roce 1928 Ludwig Mies van der Rohe a Lilly Reichová. Jmenuje se podle toho, že bylo vystaveno v německém pavilonu na Světové výstavě 1929 v Barceloně, kde na něm při slavnostním zahájení výstavy seděli členové španělské královské rodiny. Druhou budovou, která byla vybavena těmito křesly, byla brněnská Vila Tugendhat.
Křeslo je vytvořeno podle zásad Bauhausu, tedy s důrazem na jednoduchost a eleganci, použita je pouze ohýbaná ocel a přírodní kůže. Autoři se podle vlastních dob inspirovali sedacím nábytkem z antického Říma. V padesátých letech došlo k úpravám původního vzhledu: byla použita korozivzdorná ocel, světlou vepřovou kůži nahradila tmavá hovězí, jako výplň začal sloužit polyuretan. Upraveny byly také původní rozměry 75×75×75 cm, protože současní zákazníci jsou větší a těžší. Od roku 1953 je majitelem autorských práv americká firma Knoll, i když se vyrábí také řada napodobenin.